# Orois
Orois (llamada oficialmente Santa Cristina de Orois) es una parroquia del municipio de Mellid, en la provincia de La Coruña, Galicia, España.

## Entidades de población
Entidades de población que forman parte de la parroquia:
- A Pena
- As Candas
- Carballas
- Fraga (A Fraga)
- Orois de Abaixo
- Orois de Arriba
- Salgueiros (Os Salgueiros)

## Demografía
| Gráfica de evolución demográfica de Orois entre 2000 y 2018 |
|                                                             |
| Población de derecho según el padrón municipal del INE      |